# Eleccions al Parlament de Galícia de 1997
Les Eleccions al Parlament de Galícia de 1997 se celebraren el 19 d'octubre. Amb un cens de 2.565.131 electors, els votants foren 1.603.731 (62,5%) i 961.400 les abstencions (37,5%). El Partit Popular de Galícia guanyà novament per majoria absoluta, i aconseguí el nomenament del seu candidat, Manuel Fraga Iribarne, com a president de la Xunta. El PsdeG és superat com a segona força política pel Bloc Nacionalista Gallec, que aconsegueix aplegar tot l'espectre polític del galleguisme. La resta de partits polítics segueixen extraparlamentaris.
- Els resultats foren:

| ← Eleccions al Parlament de Galícia, 1997 → |         |       |        |
| Partit                                      | Vots    | %     | Escons |
| Partit Popular de Galícia                   | 832.751 | 52,88 | 42     |
| BNG                                         | 395.435 | 25,11 | 18     |
| PSdeG- Esquerda Galega - Verdes             | 310.508 | 19,72 | 15     |
| EU-IU                                       | 13.964  | 0,82  |        |
| Democràcia Gallega                          | 11.538  | 0,73  |        |
| Frente Popular Galega                       | 3.395   | 0,22  |        |
| Partido Humanista                           | 2.543   | 0,16  |        |
| Partido de los Autónomos y Profesionales    | 2.136   | 0,14  |        |
| Partido Social y Democrático de Derecho     | 1.129   | 0,07  |        |
| A Movida                                    | 939     | 0,06  |        |
| Falange Gallega de las JONS                 | 392     | 0,02  |        |

A part, es comptabilitzaren 20.937 (1,3%) vots en blanc.

## Diputats electes
- Manuel Fraga (PP)
- José María García Leira (PP)
- María Marta Álvarez Montes (PP)
- José Manuel Barreiro Fernández (PP)
- María Fernanda Blanco Fernández (PP)
- Juan Manuel Casares González (PP)
- Roberto Castro García (PP)
- Antonio Concheiro Coello (PP)
- Ramón Cortegoso Fernández (PP)
- Xosé Cuíña Crespo (PP)
- Miguel Domínguez Vaz (PP)
- Alberto Durán Núñez (PP)
- Serafín Escudero Centrón (PP)
- Celso Currás Fernández (PP)
- Jesús María Fernández Rosende (PP)
- María Begoña Freire Vázquez (PP)
- Castor Gago Álvarez (PP)
- María del Carmen García Campelo (PP)
- Justo José González Ballesta (PP)
- José María Hernández Cochón (PP)
- Juan Manuel Juncal Rodríguez (PP)
- Manuela López Besteiro (PP)
- Manuel López Casas (PP)
- Sergio López García (PP)
- Manuel López Outeiral (PP)
- María Elisa Madarro González (PP)
- Manuel Mendoza López (PP)
- Joaquín Muñoz González (PP)
- José Antonio Orza Fernández (PP)
- Jesús Palmou Lorenzo (PP)
- Juan Pedrosa Vicente (PP)
- Jesús Pérez Varela (PP)
- Jaime Pita Varela (PP)
- Gregorio Rodríguez Fernández (PP)
- Carlos Rodríguez Pablos (PP)
- María Dolores Rodríguez Seijas (PP)
- Manuel Ruíz Rivas (PP)
- Miguel Santalices Vieira (PP)
- María Jesús Tapia Fernández (PP)
- Mauro Varela Pérez (PP)
- José Manuel Vila Pérez (PP)
- Ascensión Yeguas Sánchez (PP)
- Xosé Manuel Beiras (BNG)
- Bautista Álvarez Domínguez (BNG)
- María Olaia Fernández Dávila (BNG)
- María Pilar García Negro (BNG)
- María Salomé Álvarez Blanco (BNG)
- Rosa Darriba Calviño (BNG)
- Xosé Díaz Díaz (BNG)
- Xosé Francisco Ferreiro Abelleira (BNG)
- Eduardo Gutiérrez Fernández (BNG)
- Bieito Lobeira Domínguez (BNG)
- Emilio López Pérez (BNG)
- Domingos Merino Mejuto (BNG)
- Alberte Xulio Rodríguez Feijoo (BNG)
- Xosé Henrique Rodríguez Peña (BNG)
- Alfredo Suárez Canal (BNG)
- José Enrique Tello León (BNG)
- Francisco Trigo Durán (BNG)
- Xesús Vega Buxán (BNG)
- Abel Caballero (PSdeG)
- María Antonia Álvarez Yáñez (PSdeG)
- Xabier Casares Mouriño (PSdeG)
- Miguel Ángel Cortizo Nieto (PSdeG)
- Antón Louro Goyanes (PSdeG)
- José Luis Méndez Romeu (PSdeG)
- Emilio Pérez Touriño (PSdeG)
- Ismael Rego González (PSdeG)
- Isabel Salazar Bello (PSdeG)
- Francisco Sineiro García (PSdeG)
- María Soledad Soneira Tajes (PSdeG)
- Manuel Veiga Pombo (PSdeG)
- María Dolores Villarino Santiago (PSdeG)